# 센추리게임
《센추리게임》(Century game)은 율리시스 무어의 작가 피에르도메니코 바칼라리오의 판타지 소설이다.

## 시리즈
- 제1권 센추리게임 01 불의 도시 로마에서 시작하라
- 제2권 센추리게임 02 불의 반지를 찾아라
- 제3권 센추리게임 03 흙의 도시 뉴욕으로 이동하라
- 제4권 센추리게임 04 흙의 봉인을 풀고 돌의 별을 구하라
- 제5권 센추리게임 05 바람의 도시 파리를 수호하라
- 제6권 센추리게임 06 달의 여신 이시스의 돛을 올려라
- 제7권 센추리게임 07 물의 도시 상하이로 집결하라
- 제8권 센추리게임 08 수룡을 깨워 센추리의 비밀을 밝혀라